# Calzan
Calzan è un comune francese di 27 abitanti situato nel dipartimento dell'Ariège, nella regione dell'Occitania.

## Società

### Evoluzione demografica
Abitanti censiti